# Red Bull Air Race Weltmeisterschaft
Die Red Bull Air Race Weltmeisterschaft war eine von der Red Bull Air Race GmbH organisierte Serie von Luftrennen. Das Red Bull Air Race (englisch für „Red-Bull-Luftrennen“) fand erstmals 2003 statt, zwei Jahre später erhielt es offiziell den WM-Status. Die Piloten navigierten ihre Flugzeuge mit einer Geschwindigkeit von bis zu 370 km/h nur wenige Meter über dem Boden durch einen Parcours, der aus 25 Meter hohen aufgeblasenen Pylonen bestand. Die verwendeten einmotorigen Propellermaschinen leisteten etwa 260 kW (350 PS) und erreichten Geschwindigkeiten von bis zu 400 km/h. Die in engen Kurven auftretenden Beschleunigungskräfte von 10 bis sehr kurzzeitig 12g erforderten von den Piloten neben hoher Konzentration und fliegerischer Präzision auch eine hohe körperliche Belastbarkeit.

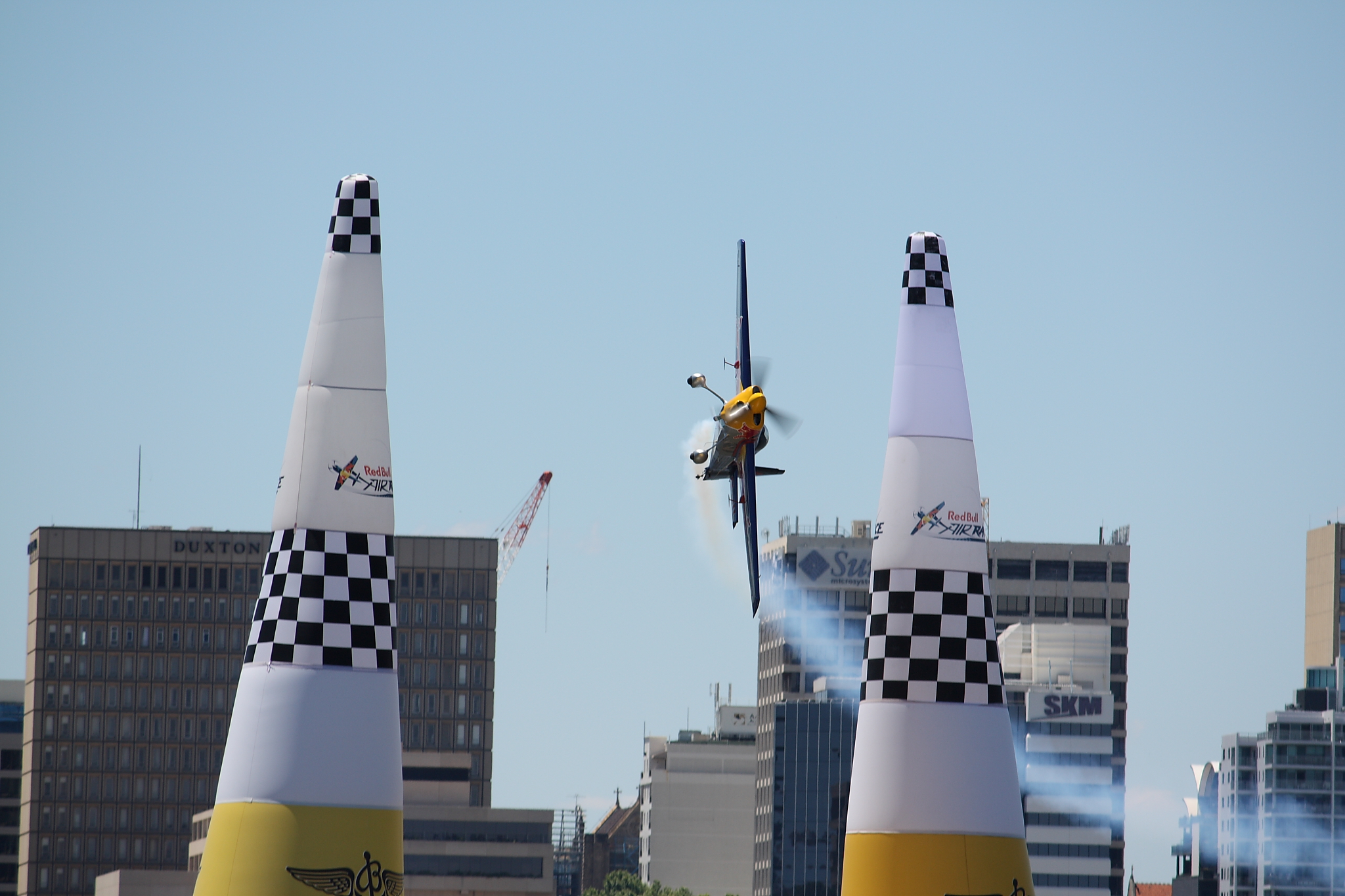
Peter Besenyei beim Durchqueren der Start-Ziel-Pylonen in Perth 2008

Nach einer dreijährigen Pause zwischen 2011 und 2013 wurde die Air-Race-Rennserie 2014 wieder fortgeführt. Am 29. Mai 2019 gab Red Bull bekannt, die Rennserie nach der Saison 2019 wegen zu geringem Publikumsinteresse endgültig einzustellen.

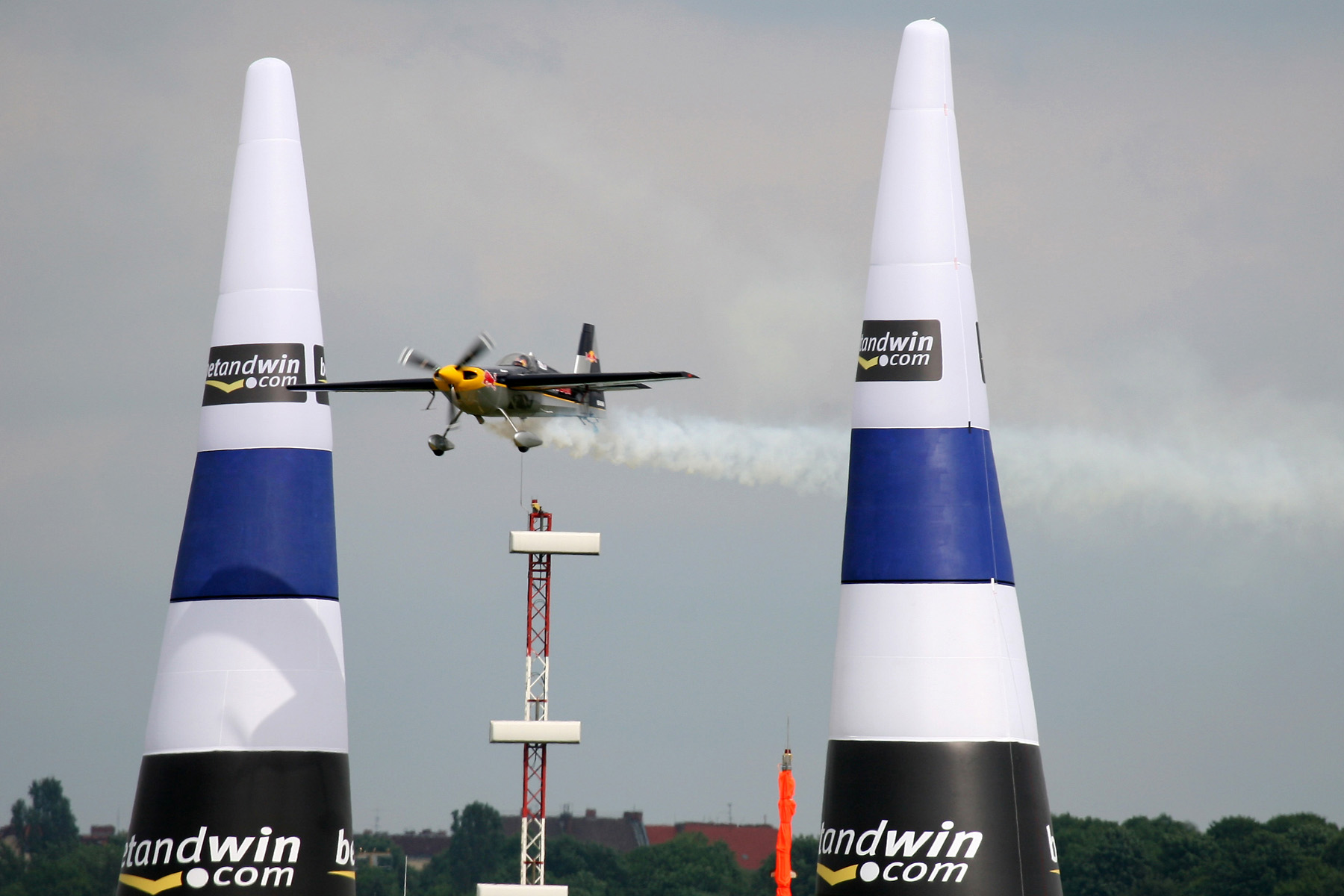
Kirby Chambliss beim Red Bull Air Race auf dem Flughafen Berlin-Tempelhof 2006

## Geschichte

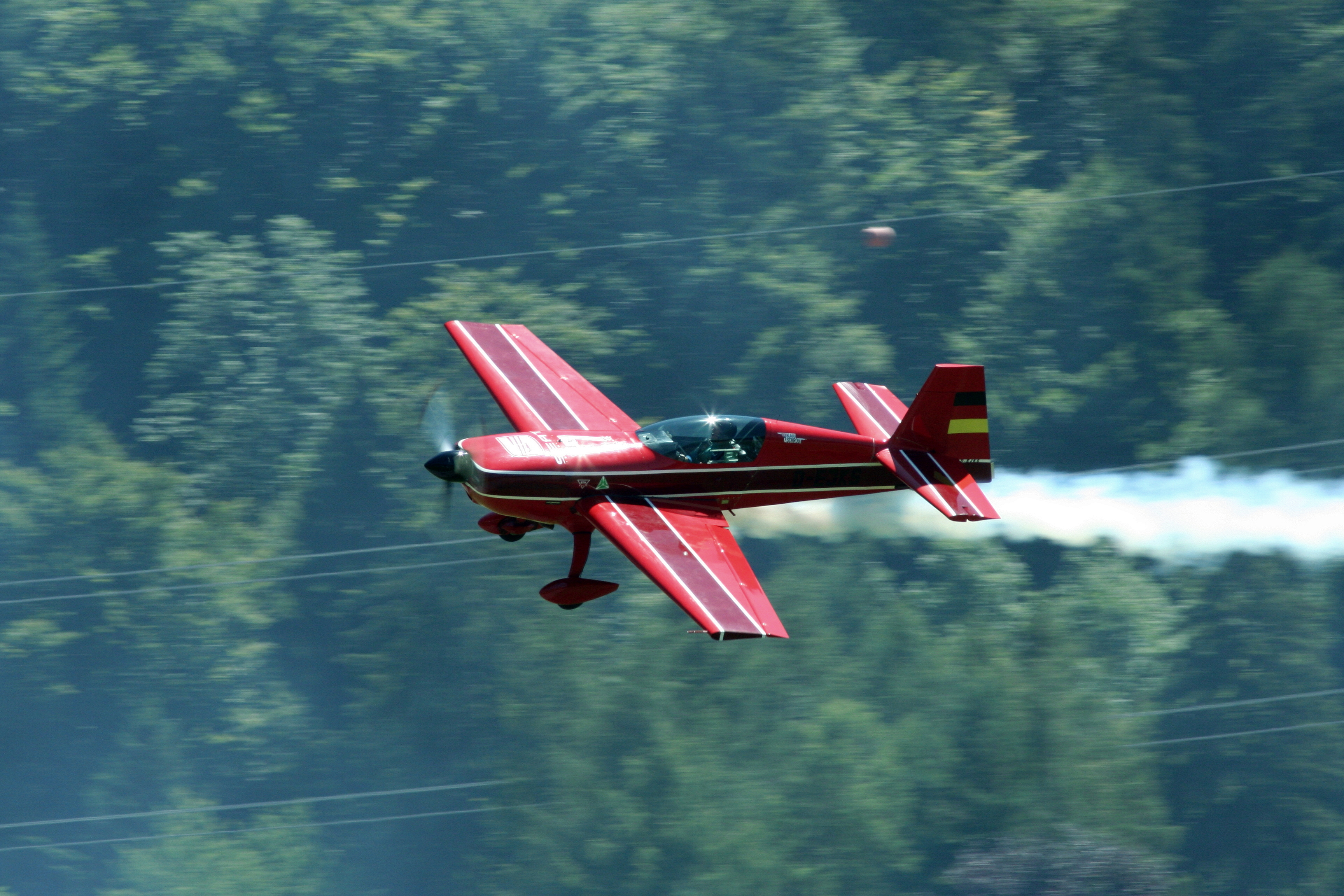
Klaus Schrodt mit seiner Extra 300S in Interlaken

Das von dem Energy-Drink-Hersteller Red Bull ins Leben gerufene Air Racing war eine vergleichsweise neue Disziplin im Flugsport. Ab dem Jahr 2003 flogen die besten Piloten der Welt alljährlich bei mehreren Luftrennen. Im Gegensatz zu den amerikanischen Air Races wie dem Reno Air Race, Hochgeschwindigkeitsrennen mit hochmotorisierten Maschinen aus der Zeit des Zweiten Weltkrieges, waren beim Red Bull Air Race eher fliegerische Geschicklichkeit und Präzision gefordert. Das Unternehmen Red Bull trat im Jahr 2001 mit dem Konzept des Air Races an den ungarischen Kunstflieger Péter Besenyei heran. Péter Besenyei zeigte sich von der Idee begeistert und testete zusammen mit dem deutschen Kunstflieger Klaus Schrodt die für das Air Race entwickelten Pylonen auf ihre Sicherheit, indem sie die Gates in verschiedenen Fluglagen durchflogen. Nach zwei Jahren Entwicklungsarbeit stand dem ersten Rennen nichts mehr im Wege. Ab 2005 war das Red Bull Air Race eine offizielle Wettkampfserie, die rund um den Globus ausgetragen wurde. An dem Rennen durften nur die erfahrensten Piloten teilnehmen. Klaus Schrodt war bis zum Jahr 2007 dabei, Péter Besenyei und Paul Bonhomme verließen die Motorsportserie nach dem Saisonfinale 2015.

## Wettkampf

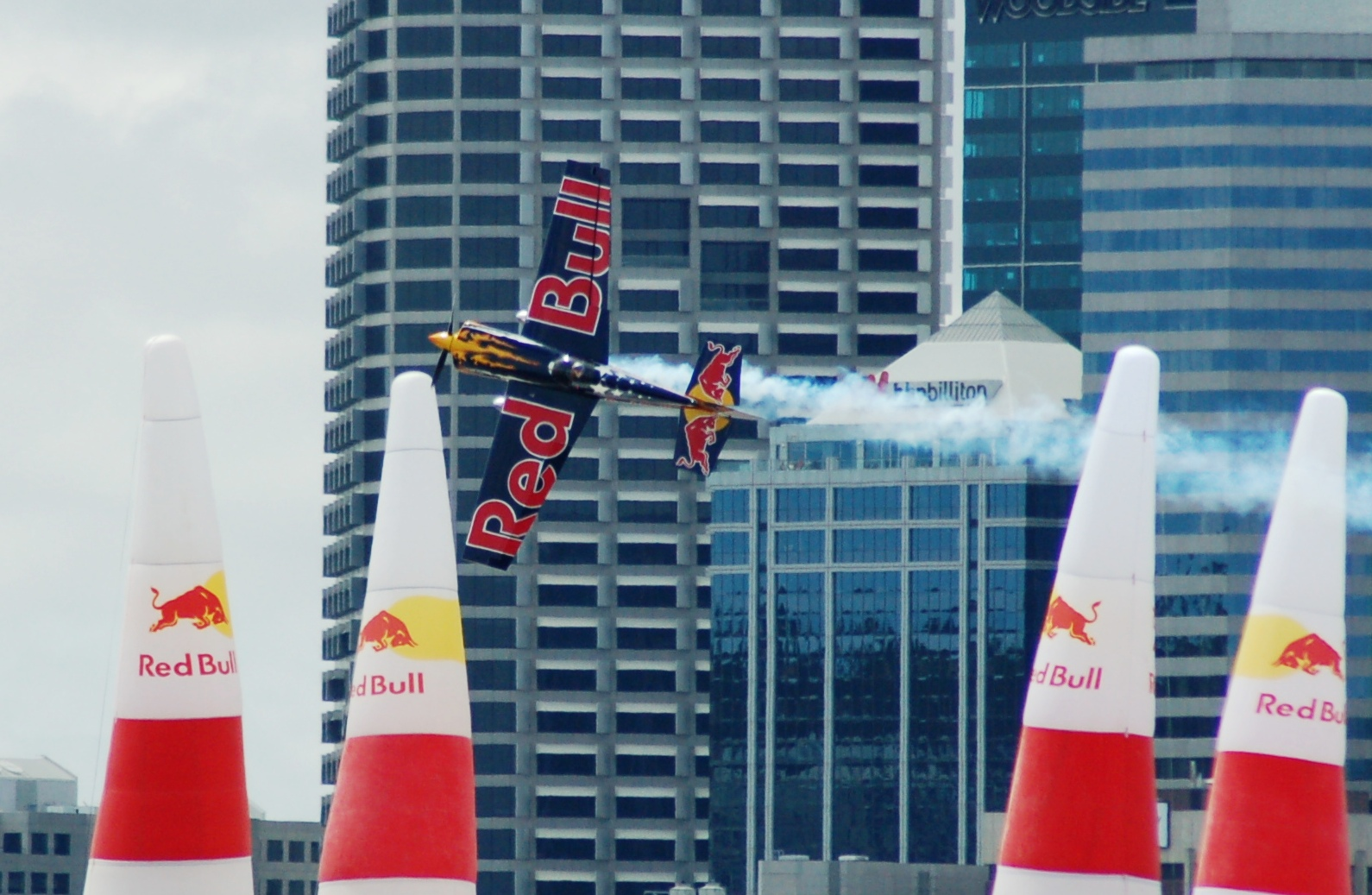
Kirby Chambliss in seiner Edge 540 in Perth 2006

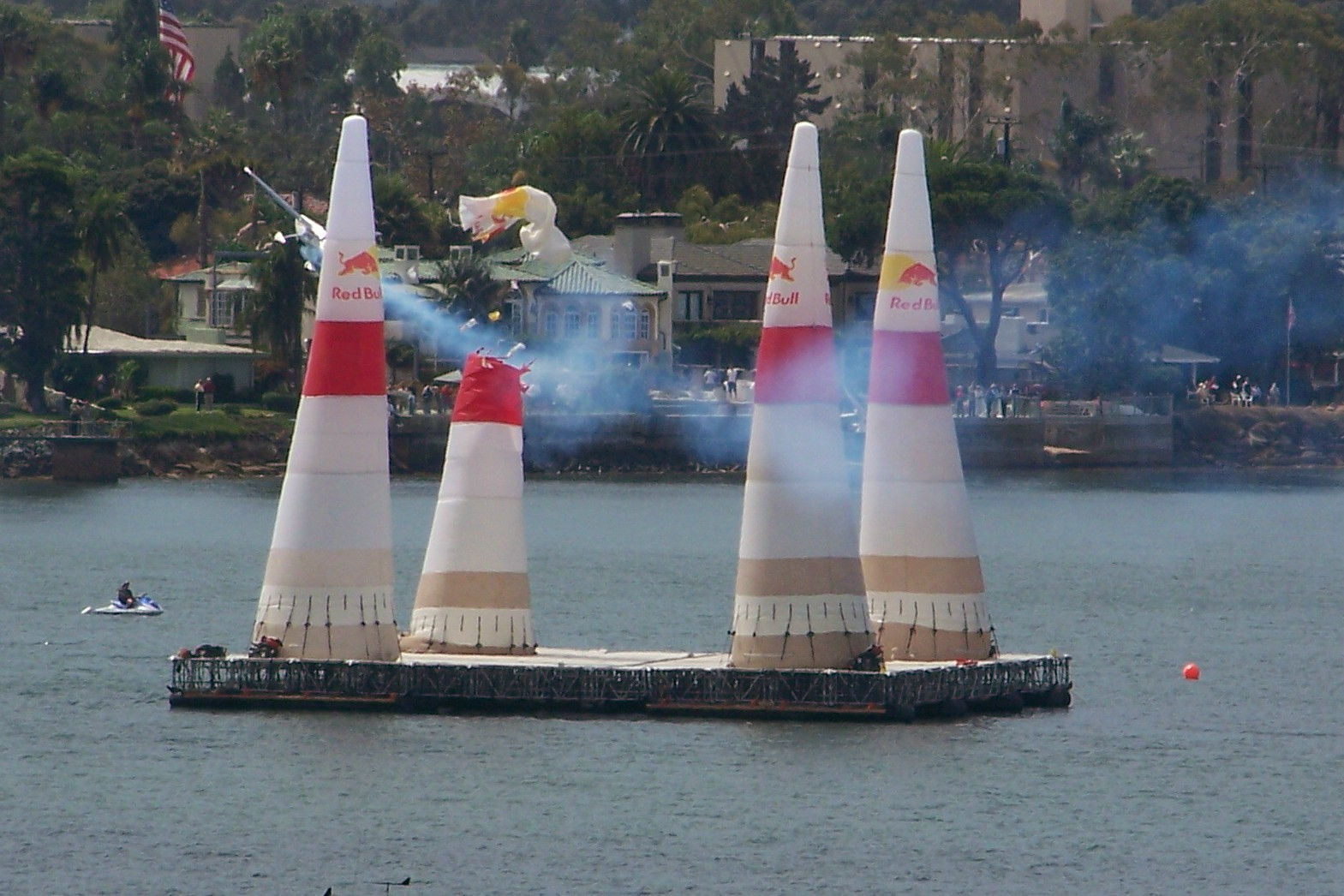
Durchschneiden eines Pylonen mit dem Flügel hatte 2015 eine 3-Sekunden-Zeitstrafe zur Folge

### Regeln
Die Red-Bull-Air-Race-Weltmeisterschaft war eine internationale Rennserie, an der mindestens acht Piloten pro Rennen teilnahmen. Das Ziel war es, einen Luft-Rennkurs, der mit luftgefüllten Pylonen abgesteckt ist, in möglichst schneller Zeit und mit so wenigen Fehlern wie möglich zu absolvieren. Die Piloten konnten in jedem Rennen Punkte für die Weltmeisterschaft holen. Der Pilot mit den meisten Punkten nach dem letzten Rennen wurde der Red-Bull-Air-Race-Weltmeister.

### Piloten
In der Saison 2015 gingen 14 Piloten in der Red-Bull-Air-Race-Weltmeisterschaft an den Start. Master-Class-Piloten mussten eine uneingeschränkte Superlizenz vorweisen, die vom Red-Bull-Air-Race-Komitee ausgegeben wurde.
Neue Piloten, die gerne an der Weltmeisterschaft teilnehmen wollten, mussten zunächst die minimalen Kriterien erfüllen, die vom Red-Bull-Air-Race-Komitee festgesetzt wurden. Diese beinhalteten unter anderem außerordentliche Erfolge in internationalen von der FAI organisierten Flugwettkämpfen. Außerdem mussten sie aktive Kunstflugpiloten sein. Ausgewählte Piloten, die ihre Fertigkeiten beim Red Bull Air Race Qualification Camp unter Beweis stellten, erhielten die eingeschränkte Superlizenz des Red Bull Air Race. Hatten sie erst die eingeschränkte Superlizenz, konnten sie sich dafür qualifizieren, am Challenger Cup der Red-Bull-Air-Race-Weltmeisterschaft teilzunehmen.

### Rennformat
Das Red Bull Air Race bestand aus den folgenden Flugsessions: Training, Qualifying, Round of 14, Round of 8, Final-4. In allen Abschnitten durfte sich jeweils nur ein Pilot auf der Strecke befinden.
Training: Fand an den Tagen vor dem Qualifying statt. Für die Master-Class-Piloten gab es zwei Trainingstage, die jeweils aus zwei verpflichtenden Trainingssessions bestanden. Die Zeit des finalen Trainings (Training 4) war ausschlaggebend für die Reihenfolge des Qualifyings.
Qualifying: Fand einen Tag vor dem Rennen statt. Es beinhaltete eine verpflichtende Qualifying-Session. Anhand der Ergebnisse des Qualifyings wurde die K.o.-Runde Round of 14 festgelegt. Der Schnellste des Qualifyings traf in dieser auf den Langsamsten, der Zweitschnellste auf den Vorletzten usw.
Round of 14: War die erste Session am Renntag. Die Piloten traten in „Mann gegen Mann“-Duellen gegeneinander an. Die sieben „Round of 14“-Gewinner qualifizierten sich ebenso für die „Round of 8“ wie der schnellste Verlierer. Die Piloten, die es nicht in die Round of 8 schafften, erhielten entsprechend ihrer Zeiten die Platzierungen 9 bis 14.
Round of 8: In der Round of 8 traf der schnellste der Round of 14 auf den schnellsten Verlierer, der Zweite auf den Siebten, der Dritte auf den Sechsten und der Vierte auf den Fünften. Die vier Gewinner dieser Duelle qualifizierten sich für das Final-4. Die restlichen Zeiten der Round of 8 legten die Endplatzierungen von 5 bis 8 fest.
Final-4: Die vier schnellsten Piloten aus der Round of 8 kämpften im Final-4 wieder einzeln in einem Lauf gegeneinander an und flogen um die Positionen 1, 2, 3 und 4.

### Startreihenfolge für die Flugsessions
Die Startreihenfolge war die Reihenfolge, in der die Piloten in jeder Flugsession starteten. Die Startreihenfolge im Training wurde anhand des aktuellen Gesamtstandes der Red-Bull-Air-Race-Weltmeisterschaft bestimmt. Der höchstplatzierte Pilot startete als Erstes, neue Piloten starteten am Ende. Gab es mehr als einen neuen Piloten, dann wurde deren Startposition per Auslosung bestimmt.
Die Reihenfolge für den Renntag wurde durch die Resultate des Qualifyings bestimmt. Der langsamste Pilot des Qualifying startete als Erster.

### Punktevergabe
Weltmeisterschaftspunkte wurden nach jedem Rennen verliehen und entschieden, wer am Ende der Saison der Red-Bull-Air-Race-Weltmeister wurde. Das Punktesystem lautete wie folgt:
Master Class 
| Rennen      | Rennen | Rennen | Rennen | Rennen | Rennen | Rennen | Rennen | Rennen | Rennen | Rennen | Rennen | Rennen | Rennen | Rennen |   | Qualifying | Qualifying | Qualifying |
| Platzierung | 1      | 2      | 3      | 4      | 5      | 6      | 7      | 8      | 9      | 10     | 11     | 12     | 13     | 14     | 1 | 2          | 3          |            |
| Punkte      | 25     | 22     | 20     | 18     | 14     | 13     | 12     | 11     | 5      | 4      | 3      | 2      | 1      | 0      | 3 | 2          | 1          |            |

Challenger Class
| Platzierung | 1  | 2 | 3 | 4 | 5 | 6 | 7 | 8 |
| ----------- | -- | - | - | - | - | - | - | - |
| Punkte      | 10 | 8 | 6 | 4 | 2 | 0 | 0 | 0 |

### Zeitstrafen
Der Kurs musste von den Piloten komplett durchflogen werden. Dabei waren die Tore in der vorgeschriebenen Richtung zu passieren. Zeitstrafen wurden vergeben für inkorrektes Passieren eines Tores oder der Schikane, für inkorrektes Ausführen eines Manövers oder für das Berühren eines Tores. Diese Zeitstrafen wurden am Ende der Runde zur Zeit des Piloten addiert.
Eine Zwei-Sekunden-Strafe für inkorrektes Passieren eines Air Gates wurde u. a. vergeben, wenn ein Pilot
- ein Tor oder eine Schikane zu hoch oder zu tief (Referenzpunkt Pilotenhelm) passierte,
- das Flugzeug nicht „level“, d. h. nicht mit vollkommen horizontaler Quer- und Längsachse (maximale Abweichung 10°) durch ein Gate flog.

Kam es zur Berührung einer Pylone durch das Flugzeug, dann wurde eine Drei-Sekunden-Strafe vergeben.
Neu zur Saison 2018: Sobald ein Master Class Pilot die 10G-Grenze für mehr als 0,6 Sekunden überschritten hatte, dann kassierte er eine Zwei-Sekunden-Strafe. Zuvor endete der Durchgang für den Piloten mit einem automatischen „DNF“ (Did Not Finish). Durch die neue Regelung durften die Piloten weiter am Rennen teilnehmen, außer sie überschritten 12G, was dann ein DNF zur Folge hatte.

### Disqualifikation
Schwere Regelverstöße hatten eine Disqualifikation zur Folge. Dazu zählten im Einzelnen:
- jegliche Form gefährlichen Fliegens
- zu niedriges Fliegen
- zu geringes Gewicht (Pilot+Maschine)

Ab 2009 war die Eintrittsgeschwindigkeit auf 370 km/h (200 kts) limitiert und das maximale des Lastvielfachen von 12g durfte – wenn auch nur für Sekundenbruchteile – nicht überschritten werden.

## Flugzeuge

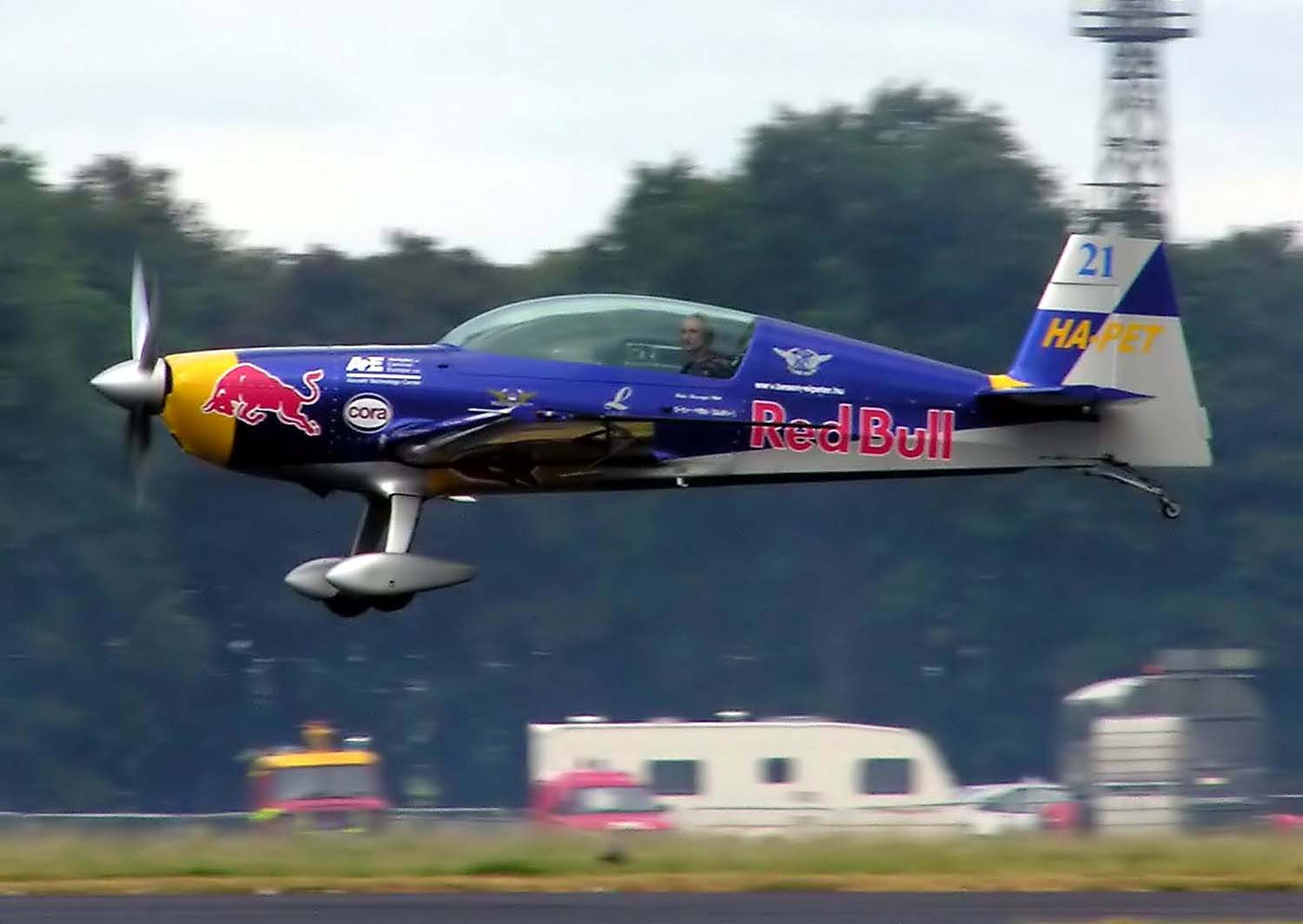
Péter Besenyei in seiner Extra 300 beim Red Bull Air Race 2004 in England

Während zu Beginn der Wettkampfserie noch vier verschiedene Flugzeugtypen etwa gleich stark vertreten waren, unter anderem Flugzeuge des Typs Suchoi Su-26, fiel die Wahl der meisten Piloten zum Ende der Rennserie hin auf die Edge 540 von Zivko Aeronautics. Im Feld von 14 Piloten flogen 13 eine Edge 540 und ein Teilnehmer eine MXS-R von MX Aircraft. Die Flugzeuge verfügten über eine Leistung von 300 bis 370 PS (etwa 220 bis 280 kW).
Die Zivko Edge 540, sowie die bis zur Saison 2008 eingesetzten Extra 300 und CAP 232, waren mit einem Lycoming IO-540 (I: injection (Einspritzer); O: opposed engine bzw. opposing cylinders (Boxer)) ausgerüstet, einem luftgekühlten 6-Zylinder-Boxermotor des gleichnamigen US-amerikanischen Herstellers, dessen Urversion schon 1957 entworfen wurde und der seitdem fast unverändert produziert wird. Der Sechszylinder mit einer Bohrung von 130,2 mm und einem Hub von 111,1 mm hat einen Hubraum von 540 in³, was 8.850 cm³ entspricht. Die Leistung beträgt je nach Modell zwischen 220 und 250 kW (300 bis 350 PS) bei etwa 2700 min−1.
Das Gewicht der einsitzigen Flugzeuge beträgt etwa 700 kg, die zweisitzige MX2 wiegt flugbereit 840 kg. Die Spannweite beträgt etwa 8 m bei einer Länge von 6 bis 7 m. Die Rollrate, also die Fähigkeit, sich schnell um die Längsachse drehen zu können, liegt bei 420°/s. Die Maschinen steigen im bodennahen Bereich mit über 1100 m/min und sind auf dauerhafte Beschleunigungskräfte von 10 g positiv sowie 10 g negativ ausgelegt.
Im Juli 2007 ist mit der Extra 300SR ein neuer Flugzeugtyp ins Rennen gekommen, der speziell für das Red Bull Air Race entwickelt wurde. Die Besonderheit an diesem Flugzeug ist das asymmetrisch geformte Tragflächenprofil, durch das die Kurven noch enger durchflogen werden konnten. Der Franzose Nicolas Ivanoff konnte zwar 2007 mit einer Extra 300SR das Finalrennen in Perth überlegen gewinnen, wechselte jedoch bereits 2009 ebenfalls auf eine Edge 540.
Ab 2014 waren die Motoren und Propeller für alle Teams standardisiert. Sowohl der AEIO-540-EXP-Motor von Lycoming Thunderbolt als auch der dreiblättrige Propeller 7690 von Hartzell wurden strengen Tests unterzogen und erfüllten die vorgegebenen Spezifikationen.

## Rennserie
2005–2010
Start der Red-Bull-Air-Race-Weltmeisterschaft 2005 als Serie
2011–2013 keine Rennen
Red Bull sagte die Saison 2011 ab, um die technologische Entwicklung voranzutreiben, Sicherheitsstandards zu erhöhen und um somit 2012 ein attraktiveres Red Bull Air Race anbieten zu können. Im November 2011 gab Red Bull bekannt, dass der Wiedereinstieg für 2013 geplant sei. Im Juli 2012 gab es eine weitere Information, dass an einer Wiederaufnahme im Jahr 2014 gearbeitet wird.
2014–2019
Fortführung der Red-Bull-Air-Race-Weltmeisterschaft als Serie.
2019
Endgültige Einstellung der Rennserie

## Champions

### Master Class
| Season                    | Meisterschaft     | Zweite           | Dritte          |
| ------------------------- | ----------------- | ---------------- | --------------- |
| 2003                      | Péter Besenyei    | Klaus Schrodt    | Kirby Chambliss |
| 2004                      | Kirby Chambliss   | Péter Besenyei   | Steve Jones     |
| 2005                      | Mike Mangold      | Péter Besenyei   | Kirby Chambliss |
| 2006                      | Kirby Chambliss   | Péter Besenyei   | Mike Mangold    |
| 2007                      | Mike Mangold      | Paul Bonhomme    | Péter Besenyei  |
| 2008                      | Hannes Arch       | Paul Bonhomme    | Kirby Chambliss |
| 2009                      | Paul Bonhomme     | Hannes Arch      | Matt Hall       |
| 2010                      | Paul Bonhomme     | Hannes Arch      | Nigel Lamb      |
| 2011–2013: nicht gehalten |                   |                  |                 |
| 2014                      | Nigel Lamb        | Hannes Arch      | Paul Bonhomme   |
| 2015                      | Paul Bonhomme     | Matt Hall        | Hannes Arch     |
| 2016                      | Matthias Dolderer | Matt Hall        | Hannes Arch     |
| 2017                      | Yoshihide Muroya  | Martin Šonka     | Pete McLeod     |
| 2018                      | Martin Šonka      | Matt Hall        | Michael Goulian |
| 2019                      | Matt Hall         | Yoshihide Muroya | Martin Šonka    |

### Challenger Class
| Season | Champion       | Punkteführer    |
| ------ | -------------- | --------------- |
| 2014   | Petr Kopfstein | François Le Vot |
| 2015   | Mikaël Brageot | Mikaël Brageot  |
| 2016   | Florian Bergér | Florian Bergér  |
| 2017   | Florian Bergér | Florian Bergér  |
| 2018   | Luke Czepiela  | Florian Bergér  |
| 2019   | Florian Bergér | Florian Bergér  |

## Ewige Rangliste

### Master Class
| Platz | Name              | Land                   | Platzierungen in der Weltmeisterschaft | Platzierungen in der Weltmeisterschaft | Platzierungen in der Weltmeisterschaft |
| Platz | Name              | Land                   | 1.                                     | 2.                                     | 3.                                     |
| ----- | ----------------- | ---------------------- | -------------------------------------- | -------------------------------------- | -------------------------------------- |
| 1     | Paul Bonhomme     | Vereinigtes Königreich | 3                                      | 2                                      | 1                                      |
| 2     | Kirby Chambliss   | Vereinigte Staaten     | 2                                      | –                                      | 3                                      |
| 3     | Mike Mangold      | Vereinigte Staaten     | 2                                      | –                                      | 1                                      |
| 4     | Hannes Arch       | Österreich             | 1                                      | 3                                      | 2                                      |
| 5     | Peter Besenyei    | Ungarn                 | 1                                      | 3                                      | 1                                      |
| 5     | Matt Hall         | Australien             | 1                                      | 3                                      | 1                                      |
| 7     | Martin Šonka      | Tschechien             | 1                                      | 1                                      | 1                                      |
| 8     | Yoshihide Muroya  | Japan                  | 1                                      | 1                                      | –                                      |
| 9     | Nigel Lamb        | Vereinigtes Königreich | 1                                      | –                                      | 1                                      |
| 10    | Matthias Dolderer | Deutschland            | 1                                      | –                                      | –                                      |
| 11    | Klaus Schrodt     | Deutschland            | –                                      | 1                                      | –                                      |
| 12    | Pete McLeod       | Kanada                 | –                                      | –                                      | 1                                      |
| 13    | Michael Goulian   | Vereinigte Staaten     | –                                      | –                                      | 1                                      |

### Challenger Class
| Platz | Name            | Land                   | Platzierungen in der Weltmeisterschaft | Platzierungen in der Weltmeisterschaft | Platzierungen in der Weltmeisterschaft |
| Platz | Name            | Land                   | 1.                                     | 2.                                     | 3.                                     |
| ----- | --------------- | ---------------------- | -------------------------------------- | -------------------------------------- | -------------------------------------- |
| 1     | Florian Bergér  | Deutschland            | 3                                      | 1                                      | –                                      |
| 2     | Luke Czepiela   | Polen                  | 1                                      | –                                      | 1                                      |
| 3     | François Le Vot | Frankreich             | 1                                      | –                                      | –                                      |
| 3     | Mikaël Brageot  | Frankreich             | 1                                      | –                                      | –                                      |
| 5     | Daniel Ryfa     | Schweden               | –                                      | 4                                      | 1                                      |
| 6     | Petr Kopfstein  | Tschechien             | –                                      | 1                                      | –                                      |
| 7     | Kevin Coleman   | Vereinigte Staaten     | –                                      | –                                      | 2                                      |
| 8     | Tom Bennett     | Vereinigtes Königreich | –                                      | –                                      | 1                                      |
| 8     | Dario Costa     | Italien                | –                                      | –                                      | 1                                      |

## Kritik
Kollisionen der Flugzeuge mit den Pylonen kamen bei jedem Rennen vor und blieben meist ohne Folgen. Bei einem derartigen Vorfall im Monument Valley am 12. Mai 2007 kam es jedoch zu einer Beschädigung der Maschine und Trümmer des Pylons verfingen sich im Seitenruder des Flugzeuges. Der Pilot konnte zwar unversehrt landen, jedoch hatte dieser Vorfall bei Piloten und Flugzeughaltern zu Diskussionen über die Sicherheit der Rennen geführt.
Vor dem Red Bull Air Race am 14. und 15. Juli 2007 in Interlaken in der Schweiz kam eine öffentliche Diskussion über die Umweltverträglichkeit der Veranstaltung auf. Kritiker bezeichneten das Air Race als umweltschädigende und lärmende Werbeveranstaltung.

## Unfälle
Am 15. April 2010 kam es zum ersten Absturz eines Teilnehmers. Während des Trainings zum Air Race in Perth verlor der brasilianische Pilot Adilson Kindlemann die Kontrolle über sein Flugzeug und stürzte in den Swan River. Er konnte innerhalb weniger Minuten aus dem Wasser gerettet werden und überlebte den Absturz mit leichten Verletzungen.
Einen Beinahe-Absturz erlebte Matt Hall bei der Qualifikation in Windsor 2010. Hall passierte das 13. Gate, als er plötzlich an Höhe verlor und auf das Wasser kurz aufsetzte. Er konnte jedoch weiterfliegen und sicher landen, wurde aber wegen gefährlichen Fliegens („Dangerous Fly“) disqualifiziert.